# 龚士燕
龚士燕（？—？），字武任，江蘇武進人。清朝数学家。康熙六年入职钦天监，发明“改应法”，八年授历科博士。康熙十年因病还乡，著有象《纬考》一卷，《历言大略》一卷，《天体论》一卷及闇虚、中星、交食、定朔、五星诸论俱佚。

## 延伸阅读
[在维基数据编辑]
 《清史稿·卷506》，出自趙爾巽《清史稿》